# Stazione di Nishi-Tachikawa
La stazione di Nishi-Tachikawa (西立川駅?, Nishi-Tachikawa-eki) è una stazione ferroviaria all'interno dell'area metropolitana di Tokyo situata nella città di Tachikawa lungo la linea Ōme.

## Linee
JR East
■ Linea Ōme

## Struttura
La stazione è costituita da un marciapiede a isola con due binari passanti in superficie. Il fabbricato viaggiatori si trova sopra il piano del ferro, ed è collegato alle banchine da scale fisse, mobili e ascensori.
| 1 | ■ Linea Ōme e Itsukaichi              | per Ōme, Okutama e Musashi-Itsukaichi |
| 2 | ■ Linea principale Chūō (verso Tokyo) | per Tachikawa, Shinjuku e Tokyo       |

## Stazioni adiacenti
| «                     | Servizio      | »                |
| Linea Ōme             | Linea Ōme     | Linea Ōme        |
| --------------------- | ------------- | ---------------- |
| Tachikawa             | Tutti i treni | Higashi-Nakagami |
| L'Ōme Liner non ferma |               |                  |